# Carl Folke
Carl Bengt Malkolm Folke, född 26 juni 1955 i Oscars församling i Stockholm, är en svensk ekolog och ekonom. Han är professor och föreståndare för Beijerinstitutet vid Kungliga Vetenskapsakademien och grundare av och styrelseordförande för Stockholm Resilience Centre vid Stockholms universitet. 

## Karriär
Folke avlade filosofie doktorsexamen i systemekologi, med inriktning på ekologisk ekonomi, vid Stockholms universitet 1990. Han var vice-chef för Beijerinstitutet 1991–1996, blev utnämnd till professor i natural resource management vid systemekologiska institutionen 1996 samt var föreståndare vid Centrum för tvärvetenskaplig miljöforskning 1999–2006. År 2006 blev han chef för Beijerinstitutet och 2007 var han med och grundade Stockholm Resilience Centre, där han fungerade som forskningschef sedan 2007 och styrelseordförande från 2019. År 2023 grundade han The Anthropocene Laboratory vid Kungliga Vetenskapsakademien, där han verkar som ordförande för den internationella vetenskapliga kommittén. 
Folkes forskningsområden inkluderar ekosystem såsom haven, korallrev och våtmarker samt ämnen som vattenfrågor, matproduktion, urbanisering, adaptiv samförvaltning och finansmarknader. Han har betonat vikten av att länka samhällsutvecklingen till biosfären och att utveckla strategier för att hantera miljöförändringar inom planetens gränser.
Folke är internationellt verksam inom resiliens och tvärvetenskaplig miljöforskning med fokus på hållbar utveckling. Folke är anlitad som vetenskaplig expert av internationella forskningsinstitut och är engagerad i SeaBOS (Seafood Business for Ocean Stewardship), ett science-business initiativ om mat från haven med multinationella företag. 
Utöver sin akademiska karriär har Folke även varit involverad i projekt som utforskar samspelet mellan konst och vetenskap, inklusive utställningar på Artipelag, Raoul Wallenbergs Torg och Naturhistoriska Riksmuseet. Han har även ett samarbete med Svenskt Tenn.
Folke är vidare kabinettskammarherre vid Kungliga Hovstaterna.

## Utmärkelser
- H.M. Konungens medalj i guld av 12:e storleken i Serafimerordens band (Kon:sGM12mserafb, 2025)
- Hedersdoktor vid Helsingfors universitet, Finland (2025)
- H.M. Konungens medalj i guld av 8:e storleken i Serafimerordens band (Kon:sGM8mserafb, 2018)
- Hedersdoktor vid Wageningen University and Research, Holland (2018)
- Ledamot av Amerikanska Vetenskapsakademien (LAmVA, 2017)[14]
- Hedersdoktor vid Michigan State University, East Lansing, USA (2017)
- Hedersdoktor vid KU Leuven, Belgien (2015)
- Ledamot av Kungl. Vetenskapsakademien (LVA, 2002) som ledamot nummer 1471

### Priser
- Dr A.H. Heineken Prize for Environmental Sciences, 2022
- Grande Médaille Albert Ier, Science, Institut Océanographique de Monaco, 2021
- Gunneruspriset i Sustainability Science, 2017
- International Geographical Union‘s Planet and Humanity Medal, 2016
- The 2004 and 2023 Sustainability Science Award of the Ecological Society of America
- Pew Scholar in Conservation and the Environment, 1995

## Publikationer
Carl Folke har publicerat över 350 vetenskapliga arbeten och ett dussin böcker.

### Urval av böcker
- Berkes, F. and C. Folke. 1998. Linking Social and Ecological Systems: Management Practices and Social Mechanisms for Building Resilience. Cambridge University Press.
- Berkes, F., J. Colding and C. Folke. 2003. Navigating Social-Ecological Systems: Building Resilience for Complexity and Change. Cambridge University Press.
- Chapin, F.S, III, G.P. Kofinas and C. Folke. 2009. Principles of Ecosystem Stewardship: Resilience-Based Natural Resource Management in a Changing World. Springer Verlag.
- Barbier, E.B., J. Burgess and C. Folke. 1994. Paradise Lost? The Ecological Economics of Biodiversity. Earthscan. Reprinted by Routledge 2019.
- Jansson, A.M., M. Hammer, C. Folke, and R. Costanza. 1994. Investing in Natural Capital: The Ecological Economics Approach to Sustainability. Island Press.
- Folke, C. och L. Hall. 2014. Speglingar: Om Människan och Biosfären. Bokförlaget Langenskiöld, Stockholm.

### Urval publikationer
- Folke, C., S. Polasky, J. Rockström, V. Galaz, F. Westley, M. Lamont, M. Scheffer, H. Österblom, et al. 2021. Our Future in the Anthropocene Biosphere. Ambio 50: 834-869. https://doi10.1007/s13280-021-01544-8
- Folke, C. 2006. Resilience: Emergence of a Perspective for Social-Ecological Systems Analyses. Global Environmental Change 16: 253-267. https://doi.org/10.1016/j.gloenvcha.2006.04.002
- Folke, C., T. Hahn, P. Olsson and J. Norberg. 2005. Adaptive Governance of Social-Ecological Systems. Annual Review of Environment and Resources 30:441-473. https://doi.org/10.1146/annurev.energy.30.050504.144511
- Folke, C., R. Biggs, A. Norström, B. Reyers, and J. Rockström. 2016. Social-Ecological Resilience and Biosphere-Based Sustainability Science. Ecology and Society 21(3):41. http://dx.doi.org/10.5751/ES-08748-210341
- Folke, C., S.R. Carpenter, B. Walker, M. Scheffer, T. Elmqvist, L. Gunderson and C.S. Holling. 2004. Regime Shifts, Resilience and Biodiversity in Ecosystem Management. Annual Review of Ecology, Evolution and Systematics 35:557-581. https://doi.org/10.1146/annurev.ecolsys.35.021103.105711
- Scheffer, M., Carpenter, S., Foley, J., Folke, C. and Walker, B. 2001. Catastrophic Shifts in Ecosystems. Nature 413:591-596. https://doi.org/10.1038/35098000
- Rockström, J. W. Steffen, K. Noone, Å. Persson, F.S. Chapin III, E.F. Lambin, T.M. Lenton, M. Scheffer, C. Folke, et al.. 2009. A Safe Operating Space for Humanity. Nature 461:472-475. https://doi.org/10.1038/461472a
- Nyström M., J.-B. Jouffray, A. Norström, P. Sogaard-Jørgensen, V. Galaz, B.E. Crona, S.R. Carpenter, and C. Folke. 2019. Anatomy and Resilience of the Global Production Ecosystem. Nature 575: 98-108. https://doi.org/10.1038/s41586-019-1712-3
- Liu, J., T. Dietz, S.R. Carpenter, M. Alberti, C. Folke, E. Moran, A.C. Pell, P. Deadman, T. Kratz, J. Lubchenco, E. Ostrom, et al. 2007. Complexity of Coupled Human and Natural Systems. Science 317:1513-1516. DOI: 10.1126/science.1144004
- Olsson, P., C. Folke and T. Hahn. 2004. Social-Ecological Transformation for Ecosystem Management: The Development of Adaptive Co-Management of a Wetland Landscape in Southern Sweden. Ecology and Society 9(4): 2. http://www.ecologyandsociety.org/vol9/iss4/art2
- Westley, F., P. Olsson, C. Folke, T. Homer-Dixon, et al. 2011. Tipping Towards Sustainability: Emerging Pathways of Transformation. Ambio 40:762-780. DOI 10.1007/s13280-011-0186-9
- Arrow, K., B. Bolin, R. Costanza, P. Dasgupta, C. Folke, C.S. Holling, B.-O. Jansson, S. Levin, et al. 1995. Economic Growth, Carrying Capacity, and the Environment. Science 268:520-521. DOI: 10.1126/science.268.5210.520
- Daily, G., T. Söderqvist, S. Aniyar, K. Arrow, P. Dasgupta, P.R. Ehrlich, C. Folke, et al. 2000. The Value of Nature and the Nature of Value? Science 289:395-396. DOI: 10.1126/science.289.5478.395
- Folke, C., Å. Jansson, J. Larsson and R. Costanza. 1997. Ecosystem Appropriation by Cities. Ambio 26:167-172. http://www.jstor.org/stable/4314576
- Moberg, F. and C. Folke. 1999. Ecological Services of Coral Reef Ecosystems. Ecological Economics 29:215-233. https://doi.org/10.1016/S0921-8009(99)00009-9
- Bellwood, D., T. Hughes, C. Folke and M. Nyström. 2004. Confronting the Coral Reef Crisis. Nature 429:827-833. https://doi.org/10.1038/nature02691
- Worm, B., E.B. Barbier, N. Beaumont, J.E. Duffy, C. Folke, B.S. Halpern. J.B.C. Jackson, et al. 2006. Impacts of Biodiversity Loss on Ocean Ecosystem Services. Science 314:787-790. doi: 10.1126/science.1132294
- Folke. C., and N. Kautsky. 1989. The Role of Ecosystems for a Sustainable Development of Aquaculture. Ambio 18:234-243. https://www.jstor.org/stable/4313572
- Naylor, R., R. Goldburg, J. Primavera, N. Kautsky, M. Beveridge, J. Clay, C. Folke, J. Lubchenco, H. Mooney, and M. Troell. 2000. Effect of Aquaculture on World Fish Supplies. Nature 405:1017-1024. https://doi.org/10.1038/35016500
- Österblom, H., C. Folke, J.-B. Jouffray, and J. Rockström. 2017. Emergence of a Global Science-Business Initiative for Ocean Stewardship. Proceedings of the National Academy of Sciences, USA. doi/10.1073/pnas.1704453114
- Österblom, H. C. Folke, J. Rocha, J. Bebbington, R. Blasiak, J.-B. Jouffray, E.R. Selig, C.C.C. Wabnitz, et al. 2022. Scientific Mobilization of Keystone Actors for Biosphere Stewardship. Scientific Reports 12:3802. https://doi.org/10.1038/s41598-022-07023-8
- Folke, C., H. Österblom, J.-B. Jouffray, E. Lambin, M. Scheffer, B.I. Crona, M. Nyström, S.A. Levin, et al. 2019. Transnational Corporations and the Challenge of Biosphere Stewardship. Nature Ecology & Evolution 3:1396–1403. doi 10.1038/s41559-019-0978-z
- Rockström, J., T. Beringer, D. Hole, B. Griscom, M. Mascia, C. Folke, and F. Creutzig. 2021. We need Biosphere Stewardship that Protects Carbon Sinks and Builds Resilience. Proceedings of the National Academy of Sciences, USA 118 No. 38 e2115218118. https://doi.org/10.1073/pnas.2115218118
- Gadgil, M., F. Berkes, and C. Folke. 1993. Indigenous Knowledge for Biodiversity Conservation. Ambio 22:151-156. https://www.jstor.org/stable/4314060
- Berkes, F., C. Folke and J. Colding. 2000. Rediscovery of Traditional Ecological Knowledge as Adaptive Management. Ecological Applications 10:1251-1262. https://doi.org/10.1890/1051-0761(2000)010[1251:ROTEKA]2.0.CO;2
- Schill, C., J.M. Anderies, T. Lindahl, C. Folke, S. Polasky, J.-C. Cárdenas, A.-S. Crépin, M. Jansen, J. Norberg, and M. Schlüter. 2019. A More Dynamic Understanding of Human Behaviour for the Anthropocene. Nature Sustainability 2:1075-1082. https://doi.org/10.1038/s41893-019-0419-7
- Jørgensen, P.S., C. Folke, and S.C. Carroll. 2019. Evolution in the Anthropocene: Informing Governance and Policy. Annual Review of Ecology, Evolution and Systematics 50: 527-546. https://doi.org/10.1146/annurev-ecolsys-110218-024621
- Steffen, W., J. Rockström, K. Richardson, T.M. Lenton, C. Folke, et al. 2018. Trajectories of the Earth System in the Anthropocene. Proceedings of the National Academy of Sciences, USA, 115:8252-8259. https://doi.org/10.1073/pnas.1810141115
- Reyers, B., C. Folke, M.-L. Moore, R. Biggs, and V. Galaz. 2018. Social-Ecological Systems Insights for Navigating the Dynamics of the Anthropocene. Annual Review of Environment and Resources 43:267–289. https://doi.org/10.1146/annurev-environ-110615-085349
- Crona, B.I., C. Folke, and V. Galaz. 2021. The Anthropocene Reality of Financial Risk. One Earth 4(5): 619-628. https://doi.org/10.1016/j.oneear.2021.04.016